# Pravaja Chetta
La Pravaja Chetta (in russo Правая Хетта?; Chetta di destra) è un fiume della Russia siberiana occidentale, affluente di destra del Nadym. Scorre nel Nadymskij rajon del Circondario autonomo Jamalo-Nenec.
Il fiume ha origine nella parte settentrionale del bassopiano della Siberia occidentale. Scorre con direzione mediamente sud-occidentale e sfocia nel Nadym a 153 km dalla foce. La sua lunghezza è di 237 km; il bacino è di 4 760 km². La portata del fiume, rilevata nel villaggio di Pangody, a 159 km dalla foce, è di 11,66 m³/s. Un altro villaggio lungo il suo corso è Pravochettinskij.